# Bubble and squeak
Il bubble and squeak è un piatto britannico a base di patate e cavoli che, dopo essere stati cotti, vengono mescolati insieme e infine fritti.

## Etimologia
Secondo l'Oxford English Dictionary, il bubble and squeak, che in italiano significa "bolla e scricchiolio", prende il nome dai suoni che vengono emessi dai suoi ingredienti quando vengono fritti.

## Storia

### Settecento
Le prime fonti che testimoniano l'esistenza del bubble and squeak risalgono al diciottesimo secolo, quando veniva preparato usando la carne di manzo. Uno dei primissimi tomi che cita il piatto è l'Oxford English Dictionary del 1762; The St James's Chronicle, uscito nel medesimo anno, descrive un bancetto durante il quale fu servito del Bubble and Squeak, garnish'd with Eddowes Cow Bumbo, and Tongue. Nel 1764, Un corrispondente del Public Advertiser di Londra riferì di aver preparato un pasto molto abbondante con manzo e cavolo fritto che sua moglie gli consigliò di nominare con l'appellativo di moda Bubble and Squeak. Un altro giornale londinese menzionò una Bubble and Squeak Society, i cui membri si radunavavano ogni tre mesi a Smithfield.

### Ottocento

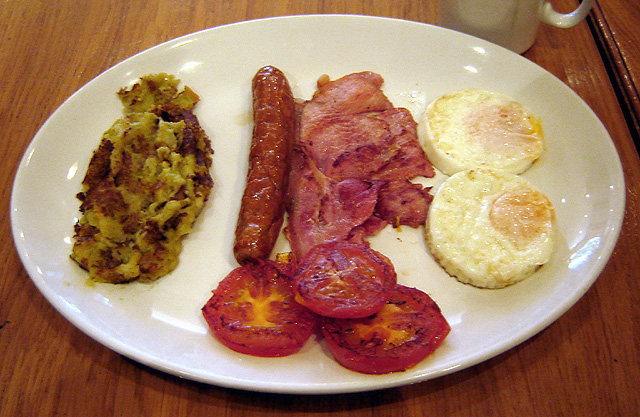
English breakfast con bubble and squeak (a sinistra), pomodori (al centro), carne (al centro), e uova (a destra)

Il bubble and squeak delle origini era però molto differente da quello odierno, ove la carne di manzo, che era un tempo l'ingrediente principale, viene sostituita dalle patate. A partire dagli inizi dell'Ottocento fino agli ultimi decenni del secolo, furono pubblicate diverse ricette di transizione del bubble and squeak ove le verdure e la carne vengono servite separatamente e non mescolate insieme. Nel suo A New System of Domestic Cookery del 1806, Maria Rundell descrive un piatto con cavoli, roast beef al sangue, e condimenti. Nel 1817, William Kitchiner pubblicò il suo Apicius Redivivus, or The Cook's Oracle, ove compare il metodo di preparazione del bubble and squeak. Nelle ultime edizioni del libro, l'autore aggiunse un distico nella ricetta:
The Beef, so surly, quarrels with the Cabbage.»
Il manzo, tanto scontroso, litiga con il cavolo.»
Negli USA, fu pubblicata la ricetta di un omonimo alimento con carote tritate. Un bubble and squeak simile è descritto nel Mrs Beeton's Book of Household Management (1861) di Mrs Beeton, e presenta manzo, cavolo e cipolle, ma non patate.
Un giornale del Lancashire parlò di un bubble and squeak con fette di manzo fritte, cavoli e carote. Sebbene le patate venissero coltivate da decenni nel Lancashire, questa preparazione non le contiene.
I primi bubble and squeak con patate comparvero solamente durante gli anni ottanta dell'Ottocento. Ciò è confermato ad esempio da una ricetta del 1882 descritta nella rubrica Household del Manchester Times: Schiacciate quattro patate, tritate un piatto di verdure fredde, condite con un cucchiaino di sale e un altro di pepe; mescolare bene e friggere in tre once di grasso o burro, mescolando continuamente. Tagliare accuratamente circa tre quarti di libbra di manzo bollito freddo a fettesottili. Friggere leggermente a fuoco lento per sei minuti. Disporre le verdure intorno al piatto e la carne al centro. Servire molto caldo.
I tuberi ricomparvero in un'altra preparazione presente su un giornale dello Yorkshire del 1892. Nonostante ciò, gli ingredienti alla base del piatto erano, ancora una volta, il manzo e il cavolo.

### Novecento - oggi
Forse a causa della scarsità di carne bovina all'epoca della seconda guerra mondiale, il bubble and squeak iniziò a essere preparato senza il manzo. A partire dalla metà del Novecento, il piatto si prepara usando cavolo, patate, e altri ingredienti a piacere.
Nel 1938, lo scrittore di gastronomia Howard Hillman inserì il bubble and squeak nella sua lista dedicata ai Great Peasant Dishes of the World ("grandi piatti contadini provenienti da tutto il mondo").